# Новохоперський
Новохоперський (рос. Новохопёрский) — робітниче селище у Новохоперському районі Воронезької області Російської Федерації.
Населення становить 7686 осіб. Входить до складу муніципального утворення міське поселення місто Новохоперськ.

## Історія
Населений пункт розташований у історичному регіоні Чорнозем'я. Від 1928 року належить до Новохоперського району, спочатку в складі Центрально-Чорноземної області, а від 1934 року — Воронезької області.
Згідно із законом від 15 жовтня 2004 року входить до складу муніципального утворення міське поселення місто Новохоперськ.

## Населення
| 2002  | 2009  | 2010  | 2012  | 2013  | 2014  | 2015  |
| ----- | ----- | ----- | ----- | ----- | ----- | ----- |
| 7774  | ↘7475 | ↗7480 | ↗7486 | ↘7446 | ↗7494 | ↘7465 |
| 2016  | 2017  | 2018  |       |       |       |       |
| ↗7544 | ↗7645 | ↗7686 |       |       |       |       |